# Ronde van Frankrijk 2019/Startlijst
Deze pagina bevat de startlijst van de 106e Ronde van Frankrijk die op zaterdag 6 juli 2019 van start ging in Brussel, België. In totaal doen er 22 ploegen mee aan de rittenkoers die op zondag 28 juli eindigt in Parijs. Iedere ploeg ging met acht renners van start, wat het totaal aantal deelnemers op 176 bracht.

## Overzicht

### Team INEOS
| rugnummer | renner               | prestaties deze ronde                                                                 | opmerkingen                                  | eindklassering |
| --------- | -------------------- | ------------------------------------------------------------------------------------- | -------------------------------------------- | -------------- |
| 1         | Geraint Thomas       |                                                                                       |                                              | 2e             |
| 2         | Egan Bernal          | 19e, 20e en 21e etappe 10e, 11e, 12e, 14e, 15e, 16e, 17e, 18e, 19e, 20e en 21e etappe | Eindwinnaar Ronde van Frankrijk 2019         | 1e             |
| 3         | Jonathan Castroviejo |                                                                                       |                                              | 50e            |
| 4         | Michał Kwiatkowski   |                                                                                       |                                              | 83e            |
| 5         | Gianni Moscon        |                                                                                       |                                              | 84e            |
| 6         | Wout Poels           |                                                                                       |                                              | 26e            |
| 7         | Luke Rowe            |                                                                                       | Uit koers gezet na incident in de 17e etappe | DNF            |
| 8         | Dylan van Baarle     |                                                                                       |                                              | 46e            |

### BORA-hansgrohe
| rugnummer | renner                | prestaties deze ronde                                                                                              | opmerkingen                                           | eindklassering |
| --------- | --------------------- | --- | ----------------------------------------------------- | -------------- |
| 11        | Peter Sagan           | Winnaar: 5e etappe 3e, 4e, 5e, 6e, 7e, 8e, 9e, 10e, 11e, 12e, 13e, 14e, 15e, 16e, 17e, 18e, 19e, 20e en 21e etappe | Eindwinnaar puntenklassement Ronde van Frankrijk 2019 | 82e            |
| 12        | Emanuel Buchmann      | |                                                       | 4e             |
| 13        | Marcus Burghardt      | |                                                       | 141e           |
| 14        | Patrick Konrad        | |                                                       | 35e            |
| 15        | Gregor Mühlberger     | |                                                       | 25e            |
| 16        | Daniel Oss            | |                                                       | 89e            |
| 17        | Lukas Pöstlberger     | | Niet gestart voor de 18e etappe                       | DNF            |
| 18        | Maximilian Schachmann | | Niet gestart voor de 14e etappe                       | DNF            |

### Deceuninck–Quick-Step
| rugnummer | renner              | prestaties deze ronde                                                                              | opmerkingen                                                        | eindklassering |
| --------- | ------------------- | -------------------------------------------------------------------------------------------------- | ------------------------------------------------------------------ | -------------- |
| 21        | Julian Alaphilippe  | Winnaar: 3e en 13e etappe 3e, 4e, 5e, 8e, 9e, 10e, 11e, 12e, 13e, 14e, 15e, 16e, 17e en 18e etappe | Winnaar Meest strijdlustige renner van de Ronde van Frankrijk 2019 | 5e             |
| 22        | Kasper Asgreen      | |                                                                    | 122e           |
| 23        | Dries Devenyns      | |                                                                    | 97e            |
| 24        | Yves Lampaert       | |                                                                    | 133e           |
| 25        | Enric Mas           | 13e etappe                                                                                         |                                                                    | 22e            |
| 26        | Michael Mørkøv      | |                                                                    | 152e           |
| 27        | Maximiliano Richeze | |                                                                    | 149e           |
| 28        | Elia Viviani        | Winnaar: 4e etappe                                                                                 |                                                                    | 130e           |

### AG2R La Mondiale
| rugnummer | renner            | prestaties deze ronde       | opmerkingen                                         | eindklassering |
| --------- | ----------------- | --------------------------- | --------------------------------------------------- | -------------- |
| 31        | Romain Bardet     | 18e, 19e, 20e en 21e etappe | Eindwinnaar Bergklassement Ronde van Frankrijk 2019 | 15e            |
| 32        | Mikaël Cherel     |                             |                                                     | 34e            |
| 33        | Benoît Cosnefroy  |                             |                                                     | 113e           |
| 34        | Mathias Frank     |                             |                                                     | 48e            |
| 35        | Tony Gallopin     |                             |                                                     | 56e            |
| 36        | Alexis Gougeard   | 16e etappe                  |                                                     | 115e           |
| 37        | Oliver Naesen     |                             |                                                     | 68e            |
| 38        | Alexis Vuillermoz |                             |                                                     | 41e            |

### Bahrain-Merida
| rugnummer | renner          | prestaties deze ronde | opmerkingen             | eindklassering |
| --------- | --------------- | --------------------- | ----------------------- | -------------- |
| 41        | Vincenzo Nibali | Winnaar: 20e etappe   |                         | 39e            |
| 42        | Damiano Caruso  |                       |                         | 58e            |
| 43        | Sonny Colbrelli |                       |                         | 85e            |
| 44        | Rohan Dennis    |                       | Opgave in de 12e etappe | DNF            |
| 45        | Iván García     |                       |                         | 114e           |
| 46        | Matej Mohorič   |                       |                         | 119e           |
| 47        | Dylan Teuns     | Winnaar: 6e etappe    |                         | 44e            |
| 48        | Jan Tratnik     |                       |                         | 93e            |

### Groupama-FDJ
| rugnummer | renner                | prestaties deze ronde | opmerkingen             | eindklassering |
| --------- | --------------------- | --------------------- | ----------------------- | -------------- |
| 51        | Thibaut Pinot         | Winnaar: 14e etappe   | Opgave in de 19e etappe | DNF            |
| 52        | William Bonnet        |                       |                         | 143e           |
| 53        | David Gaudu           |                       |                         | 13e            |
| 54        | Stefan Küng           |                       |                         | 96e            |
| 55        | Matthieu Ladagnous    |                       |                         | 126e           |
| 56        | Rudy Molard           |                       |                         | 33e            |
| 57        | Sébastien Reichenbach |                       |                         | 17e            |
| 58        | Anthony Roux          |                       |                         | 102e           |

### Movistar Team
| rugnummer | renner             | prestaties deze ronde                                       | opmerkingen                                            | eindklassering |
| --------- | ------------------ | ----------------------------------------------------------- | ------------------------------------------------------ | -------------- |
| 61        | Nairo Quintana     | Winnaar: 18e etappe                                         |                                                        | 8e             |
| 62        | Alejandro Valverde |                                                             |                                                        | 9e             |
| 63        | Andrey Amador      |                                                             |                                                        | 55e            |
| 64        | Imanol Erviti      |                                                             |                                                        | 99e            |
| 65        | Mikel Landa        | 15e etappe                                                  |                                                        | 6e             |
| 66        | Nélson Oliveira    |                                                             |                                                        | 79e            |
| 67        | Marc Soler         |                                                             |                                                        | 37e            |
| 68        | Carlos Verona      |                                                             |                                                        | 105e           |
|           | Team               | 10e, 11e, 14e, 15e, 16e, 18e etappe, 19e, 20e en 21e etappe | Eindwinnaar Ploegenklassement Ronde van Frankrijk 2019 |                |

### Astana Pro Team
| rugnummer | renner            | prestaties deze ronde | opmerkingen                     | eindklassering |
| --------- | ----------------- | --------------------- | ------------------------------- | -------------- |
| 71        | Jakob Fuglsang    |                       | Afgestapt tijdens de 16e etappe | DNF            |
| 72        | Pello Bilbao      |                       |                                 | 54e            |
| 73        | Omar Fraile       |                       |                                 | 71e            |
| 74        | Hugo Houle        |                       |                                 | 91e            |
| 75        | Gorka Izagirre    |                       |                                 | 42e            |
| 76        | Aleksej Loetsenko |                       |                                 | 19e            |
| 77        | Magnus Cort       |                       |                                 | 104e           |
| 78        | Luis León Sánchez |                       | Niet gestart in de 17e etappe   | DNF            |

### Team Jumbo-Visma
| rugnummer | renner                | prestaties deze ronde                              | opmerkingen                                  | eindklassering |
| --------- | --------------------- | -------------------------------------------------- | -------------------------------------------- | -------------- |
| 81        | Steven Kruijswijk     |                                                    |                                              | 3e             |
| 82        | George Bennett        |                                                    |                                              | 24e            |
| 83        | Laurens De Plus       |                                                    |                                              | 23e            |
| 84        | Dylan Groenewegen     | Winnaar: 7e etappe                                 |                                              | 145e           |
| 85        | Amund Grøndahl Jansen |                                                    |                                              | 140e           |
| 86        | Tony Martin           |                                                    | Uit koers gezet na incident in de 17e etappe | DNF            |
| 87        | Mike Teunissen        | Winnaar: 1e etappe 1e en 2e etappe 1e en 2e etappe |                                              | 101e           |
| 88        | Wout van Aert         | Winnaar: 10e etappe 2e, 3e, 4e en 5e etappe        | Opgave in de 13e etappe                      | DNF            |
|           | Team                  | Winnaar: 2e etappe 1e, 2e, 3e, 4e en 5e etappe     |                                              |                |

### EF Education First Pro Cycling
| rugnummer | renner              | prestaties deze ronde | opmerkingen                  | eindklassering |
| --------- | ------------------- | --------------------- | ---------------------------- | -------------- |
| 91        | Rigoberto Urán      |                       |                              | 7e             |
| 92        | Alberto Bettiol     |                       |                              | 68e            |
| 93        | Simon Clarke        |                       |                              | 61e            |
| 94        | Tanel Kangert       |                       |                              | 27e            |
| 95        | Sebastian Langeveld |                       |                              | 155e           |
| 96        | Tom Scully          |                       |                              | 135e           |
| 97        | Tejay van Garderen  |                       | Niet gestart in de 8e etappe | DNF            |
| 98        | Michael Woods       |                       |                              | 32e            |

### Mitchelton-Scott
| rugnummer | renner                  | prestaties deze ronde                 | opmerkingen | eindklassering |
| --------- | ----------------------- | ------------------------------------- | ----------- | -------------- |
| 101       | Adam Yates              |                                       |             | 29e            |
| 102       | Luke Durbridge          |                                       |             | 109e           |
| 103       | Jack Haig               |                                       |             | 38e            |
| 104       | Michael Hepburn         |                                       |             | 146e           |
| 105       | Daryl Impey             | Winnaar: 9e etappe                    |             | 72e            |
| 106       | Christopher Juul-Jensen |                                       |             | 112e           |
| 107       | Matteo Trentin          | Winnaar: 17e etappe 12e en 17e etappe |             | 52e            |
| 108       | Simon Yates             | Winnaar: 12e en 15e etappe            |             | 49e            |

### CCC Team
| rugnummer | renner               | prestaties deze ronde      | opmerkingen                 | eindklassering |
| --------- | -------------------- | -------------------------- | --------------------------- | -------------- |
| 111       | Greg Van Avermaet    | 1e en 2e etappe 18e etappe |                             | 36e            |
| 112       | Patrick Bevin        |                            | Niet gestart in 6e etappe   | DNF            |
| 113       | Alessandro De Marchi |                            | Opgave tijdens de 9e etappe | DNF            |
| 114       | Simon Geschke        |                            |                             | 63e            |
| 115       | Serge Pauwels        |                            |                             | 77e            |
| 116       | Joey Rosskopf        |                            |                             | 73e            |
| 117       | Michael Schär        | 4e etappe                  |                             | 70e            |
| 118       | Łukasz Wiśniowski    |                            |                             | 127e           |

### UAE Team Emirates
| rugnummer | renner               | prestaties deze ronde | opmerkingen                   | eindklassering |
| --------- | -------------------- | --------------------- | ----------------------------- | -------------- |
| 121       | Daniel Martin        |                       |                               | 18e            |
| 122       | Fabio Aru            |                       |                               | 14e            |
| 123       | Sven Erik Bystrøm    |                       |                               | 110e           |
| 124       | Rui Costa            |                       |                               | 53e            |
| 125       | Sergio Henao         |                       |                               | 47e            |
| 126       | Alexander Kristoff   |                       |                               | 139e           |
| 127       | Vegard Stake Laengen |                       |                               | 107e           |
| 128       | Jasper Philipsen     |                       | Niet gestart in de 12e etappe | DNF            |

### Trek-Segafredo
| rugnummer | renner         | prestaties deze ronde                   | opmerkingen | eindklassering |
| --------- | -------------- | --------------------------------------- | ----------- | -------------- |
| 131       | Richie Porte   |                                         |             | 11e            |
| 132       | Julien Bernard |                                         |             | 30e            |
| 133       | Giulio Ciccone | 6e en 7e etappe 6e, 7e, 8e en 9e etappe |             | 31e            |
| 134       | Koen de Kort   |                                         |             | 125e           |
| 135       | Fabio Felline  |                                         |             | 65e            |
| 136       | Bauke Mollema  |                                         |             | 28e            |
| 137       | Toms Skujiņš   | 5e etappe                               |             | 81e            |
| 138       | Jasper Stuyven |                                         |             | 43e            |
|           | Team           | 6e, 7e, 8e, 9e, 12e, 13e en 17e etappe  |             |                |

### Team Sunweb
| rugnummer | renner               | prestaties deze ronde | opmerkingen                   | eindklassering |
| --------- | -------------------- | --------------------- | ----------------------------- | -------------- |
| 141       | Michael Matthews     |                       |                               | 67e            |
| 142       | Nikias Arndt         |                       |                               | 116e           |
| 143       | Cees Bol             |                       | Niet gestart in de 17e etappe | DNF            |
| 144       | Chad Haga            |                       |                               | 134e           |
| 145       | Lennard Kämna        |                       |                               | 40e            |
| 146       | Wilco Kelderman      |                       | Niet gestart in de 16e etappe | DNF            |
| 147       | Søren Kragh Andersen |                       | Niet gestart in de 18e etappe | DNF            |
| 148       | Nicolas Roche        |                       |                               | 45e            |

### Cofidis
| rugnummer | renner              | prestaties deze ronde | opmerkingen                 | eindklassering |
| --------- | ------------------- | --------------------- | --------------------------- | -------------- |
| 151       | Christophe Laporte  |                       | Opgave tijdens de 8e etappe | DNF            |
| 152       | Natnael Berhane     | 10e etappe            |                             | 86e            |
| 153       | Nicolas Edet        |                       | Opgave tijdens de 6e etappe | DNF            |
| 154       | Jesús Herrada       |                       |                             | 20e            |
| 155       | Anthony Perez       |                       |                             | 87e            |
| 156       | Pierre-Luc Périchon |                       |                             | 57e            |
| 157       | Stéphane Rossetto   | 1e etappe             |                             | 100e           |
| 158       | Julien Simon        |                       |                             | 108e           |

### Lotto Soudal
| rugnummer | renner          | prestaties deze ronde                                                                       | opmerkingen | eindklassering |
| --------- | --------------- | ------------------------------------------------------------------------------------------- | ----------- | -------------- |
| 161       | Caleb Ewan      | Winnaar: 11e, 16e en 21e etappe 1e etappe                                                   |             | 132e           |
| 162       | Tiesj Benoot    | 9e etappe                                                                                   |             | 59e            |
| 163       | Jasper De Buyst |                                                                                             |             | 118e           |
| 164       | Thomas De Gendt | Winnaar: 8e etappe                                                                          |             | 60e            |
| 165       | Jens Keukeleire |                                                                                             |             | 98e            |
| 166       | Roger Kluge     |                                                                                             |             | 150e           |
| 167       | Maxime Monfort  |                                                                                             |             | 142e           |
| 168       | Tim Wellens     | 3e, 4e, 5e, 6e, 7e, 8e, 9e, 10e, 11e, 12e, 13e, 14e, 15e, 16e en 17e etappe 3e en 6e etappe |             | 94e            |

### Total Direct Énergie
| rugnummer | renner            | prestaties deze ronde | opmerkingen                  | eindklassering |
| --------- | ----------------- | --------------------- | ---------------------------- | -------------- |
| 171       | Lilian Calmejane  |                       |                              | 106e           |
| 172       | Niccolò Bonifazio |                       |                              | 137e           |
| 173       | Fabien Grellier   |                       |                              | 121e           |
| 174       | Paul Ourselin     |                       |                              | 95e            |
| 175       | Romain Sicard     |                       |                              | 80e            |
| 176       | Rein Taaramäe     |                       |                              | 66e            |
| 177       | Niki Terpstra     |                       | Opgave tijdens de 11e etappe | DNF            |
| 178       | Anthony Turgis    |                       |                              | 131e           |

### Team Katjoesja Alpecin
| rugnummer | renner             | prestaties deze ronde | opmerkingen                   | eindklassering |
| --------- | ------------------ | --------------------- | ----------------------------- | -------------- |
| 181       | Ilnoer Zakarin     |                       |                               | 51e            |
| 182       | Jens Debusschere   |                       |                               | 153e           |
| 183       | Alex Dowsett       |                       |                               | 151e           |
| 184       | José Gonçalves     |                       |                               | 128e           |
| 185       | Marco Haller       |                       |                               | 148e           |
| 186       | Nils Politt        |                       |                               | 64e            |
| 187       | Rick Zabel         |                       | Niet gestart in de 11e etappe | DNF            |
| 188       | Mads Würtz Schmidt |                       |                               | 117e           |

### Wanty-Gobert
| rugnummer | renner               | prestaties deze ronde | opmerkingen | eindklassering |
| --------- | -------------------- | --------------------- | ----------- | -------------- |
| 191       | Guillaume Martin     |                       |             | 12e            |
| 192       | Frederik Backaert    |                       |             | 120e           |
| 193       | Aimé De Gendt        | 11e etappe            |             | 136e           |
| 194       | Odd Christian Eiking |                       |             | 111e           |
| 195       | Xandro Meurisse      |                       |             | 21e            |
| 196       | Yoann Offredo        | 7e etappe             |             | 154e           |
| 197       | Andrea Pasqualon     |                       |             | 88e            |
| 198       | Kévin Van Melsen     |                       |             | 138e           |

### Team Dimension Data
| rugnummer | renner                      | prestaties deze ronde | opmerkingen                  | eindklassering |
| --------- | --------------------------- | --------------------- | ---------------------------- | -------------- |
| 201       | Edvald Boasson Hagen        |                       |                              | 76e            |
| 202       | Lars Bak                    |                       |                              | 147e           |
| 203       | Steve Cummings              |                       |                              | 129e           |
| 204       | Reinardt Janse van Rensburg |                       |                              | 124e           |
| 205       | Ben King                    |                       |                              | 62e            |
| 206       | Roman Kreuziger             |                       |                              | 16e            |
| 207       | Giacomo Nizzolo             |                       | Opgave tijdens de 12e etappe | DNF            |
| 208       | Michael Valgren             |                       |                              | 75e            |

### Arkéa Samsic
| rugnummer | renner            | prestaties deze ronde | opmerkingen | eindklassering |
| --------- | ----------------- | --------------------- | ----------- | -------------- |
| 211       | Warren Barguil    |                       |             | 10e            |
| 212       | Maxime Bouet      |                       |             | 74e            |
| 213       | Anthony Delaplace |                       |             | 90e            |
| 214       | Élie Gesbert      | 14e etappe            |             | 78e            |
| 215       | André Greipel     |                       |             | 144e           |
| 216       | Kévin Ledanois    |                       |             | 103e           |
| 217       | Amaël Moinard     |                       |             | 92e            |
| 218       | Florian Vachon    |                       |             | 123e           |

## Deelnemers per land
| Deelnemers | Land                                                                               |
| ---------- | ---------------------------------------------------------------------------------- |
| 35         | Frankrijk                                                                          |
| 21         | België                                                                             |
| 15         | Italië                                                                             |
| 12         | Spanje                                                                             |
| 11         | Duitsland, Nederland                                                               |
| 9          | Denemarken                                                                         |
| 8          | Australië                                                                          |
| 6          | Noorwegen, Verenigd Koninkrijk                                                     |
| 4          | Colombia, Oostenrijk, Verenigde Staten, Zwitserland                                |
| 3          | Nieuw-Zeeland, Portugal                                                            |
| 2          | Canada, Estland, Ierland, Polen, Slovenië, Zuid-Afrika                             |
| 1          | Argentinië, Costa Rica, Eritrea, Kazachstan, Letland, Rusland, Slowakije, Tsjechië |

1e etappe ·
2e etappe ·
3e etappe ·
4e etappe ·
5e etappe ·
6e etappe ·
7e etappe ·
8e etappe ·
9e etappe ·
10e etappe ·
11e etappe ·
12e etappe ·
13e etappe ·
14e etappe ·
15e etappe ·
16e etappe ·
17e etappe ·
18e etappe ·
19e etappe ·
20e etappe ·
21e etappe
Startlijst · Eindstanden · Afbeeldingen